# Fördergutträger
Fördergutträger ist der bergmännische Oberbegriff für unterschiedliche, der Schachtförderung dienende Vorrichtungen:
- Förderkübel: werden auch heute noch zum Abteufen von Schächten benutzt.
- Fördertonne: historisches Fördergefäß zur Förderung von Erz und anderen Mineralien im mittelalterlichen und neuzeitlichen Bergbau.
- Förderkörbe: Gestellförderung im modernen Bergbau, wird zur Förderung von Material und zur Seilfahrt genutzt.
- Fördergefäß: wird im modernen Bergbau zur Massenförderung der hereingewonnenen Bodenschätze genutzt. Fördergefäß wird mitunter auch synonym zu Fördergutträger gebraucht.